# Ligue des droits humains
Pour les articles homonymes, voir Ligue des droits de l'homme.
 (avril 2024).
La Ligue des droits humains (LDH) est une organisation belge créée en 1901 à la suite de l'affaire Dreyfus, dans le sillage de la Ligue française pour la défense des droits de l'homme et du citoyen. En 1979, la ligue a été scindée en une association sans but lucratif francophone et la Liga voor Mensenrechten (nl) néerlandophone. Toutes deux sont des organisations indépendantes et apolitiques. En effet, depuis plus de 100 ans, la LDH combat les atteintes portées aux droits fondamentaux en Belgique. Elle promeut les principes d’égalité, de liberté et de solidarité, ainsi que les droits fondamentaux de toutes les personnes, adultes et enfants. Par exemple, la Ligue défend activement l’accès de toutes et tous à une justice équitable, à l’éducation, au travail, à une vie digne. 
Association reconnue d'éducation permanente, elle sensibilise le plus large public possible aux enjeux des droits humains et à la démocratie pour que toutes et tous puissent devenir acteurs ou actrices de ses droits. 
Le conseil d'administration, au sein duquel le président ou la présidente est désigné(e), est élu tous les deux ans, les membres sont rééligibles :
- 1998-2000: Georges-Henri Beauthier (avocat)
- 2000-2006: Dan Van Raemdonck (professeur de linguistique française à l'université libre de Bruxelles et à la Vrije Universiteit Brussel)[4]
- 2006-2012: Benoît Van Der Meerschen (avocat)[5],[6],[7]
- 2013-2018 : Alexis Deswaef (avocat)
- 2018- : Olivia Venet(avocate)

À l'assemblée générale du 26 mai 2018, le changement de nom (devenant la Ligue des droits humains) est voté à une très large majorité. Anciennement, l'association se nommait la Ligue des Droits de l'Homme.

## Histoire
Le 8 mai 1901, est créée à Bruxelles une « Ligue belge des droits de l’homme » qui se forme à la suite de l’arrivée de la Ligue française en 1898. En Belgique, les membres étaient essentiellement des notables, des politiciens, des avocats et des professeurs d’université. L’organisation sera dissoute lors de la Première Guerre mondiale et se reformera dans les années 1920 pour ainsi atteindre son apogée sous la présidence d'Émile Vandervelde, grand acteur de la vie politique socialiste belge. La Ligue luttera d’ailleurs fermement contre la montée du nazisme. 
Au départ, la Ligue avait surtout une fonction juridique voire politique. Petit à petit et ce, à partir des années 1954, elle se préoccupe davantage des questions sociales, s’implique de plus en plus dans la vie des Belges et surtout, ajoute doucement une fonction éducative en allant entre autres, vers les écoles. À l’époque, les problématiques favorites de la Ligue concernaient les violences policières, les droits des prisonniers ou encore, la censure des artistes. C’est dans les années 1960 qu’on voit apparaître de nouveaux enjeux comme le racisme ou le sexisme.  
À partir des années 1970, la Ligue entre sur le terrain et adopte un pouvoir de législation : elle va parfois aller en justice et va soutenir des projets qui lui font sens. Son but ? Etre le plus possible à l’écoute des citoyens et de leurs besoins. En Belgique, la primauté est accordée à des problèmes urgents et non aux principes et aux idéaux. 
En 1978, contrainte par des raisons de communautarisation du pouvoir politique et d’octroi de subsides, la Ligue se divise en deux associations distinctes. Naissent alors deux ASBL : la Ligue des Droits de l’Homme (francophone) et la Liga voor Mensenrechten (flamande). Depuis, la Ligue des Droits de l'Homme connait de nombreux nouveaux défis comme l’application des droits humains aux nouvelles technologies informatiques, l’intensification de la lutte pour le respect des droits économiques et sociaux ou encore, la défense de la vie privée. 
En mars 2007, la Ligue étend ses missions et développe un travail de formation et de sensibilisation. L’association se fait reconnaître en 2007 comme organisme d’éducation permanente dans le cadre du décret Education permanente de la Communauté française (2003). En 2018, la Ligue change de nom et devient la Ligue des droits humains. En effet, le but de l’association est de toucher toutes personnes de tous âge et de tous horizons.

## Missions de la LDH
Selon le site de la LDH, l’association se donne trois grandes missions principales. La première met en place un travail de sensibilisation et de formation. La deuxième assure une vigilance forte et enfin, la dernière mission a pour but d'installer un ancrage de la ligue dans le monde associatif.
Sensibilisation et formation 
Le travail de sensibilisation de la Ligue des Droits Humains est pensé pour un public de tous âges. Des activités et actions sont proposées à trois catégories de publics : 
- Les adultes : étant une association d’éducation permanente reconnue depuis mars 2007, la Ligue entend donner des moyens aux citoyens pour qu’ils puissent devenir critiques et responsables. Par exemple, la LDH propose des formations pour adultes.

- Le grand public : la LDH publie un magazine, La Chronique, qui propose tous les trois mois, un dossier d’analyses à propos d’une thématique choisie en lien avec les droits humains. La Ligue publie aussi régulièrement des ouvrages de vulgarisation, des rapports, des brochures et participe également à des conférences, des débats ou encore des expositions.

- Le monde socio-éducatif : grâce à son département « Formation », la Ligue souhaite former élèves et enseignants à la défense des droits humains. Ce travail est plus précisément, à l’attention des enseignants, des écoles primaires, secondaires, des universités, des éducateurs ou encore des formateurs.

Le travail sur la vigilance 
Étant un organisme de contre-pouvoir, la ligue informe et interpelle les citoyens ou les pouvoirs publics afin de remédier à des situations qui portent préjudices aux droits fondamentaux. 
Le monde associatif 
La ligue maintient sa force en s’inscrivant au sein d’un réseau d’associations militantes afin de collaborer et de les aiguiller lorsque les situations se présentent. 

## Actions
La Ligue des droits humains entame régulièrement des campagnes thématiques importantes. À titre d’exemple, la campagne de 2018-2019 s’intitule : « Donnons de la voix ! ». Elle aborde la participation démocratique et y met au centre les élections en Belgique. 
En parallèle, la LDH organise ou participe régulièrement à des actions ponctuelles comme des rassemblements, des manifestations ou encore des pétitions visant à informer ou à faire respecter les droits fondamentaux lorsque ceux-ci sont mis en danger. Enfin, la Ligue exerce des actions en justice et introduit des recours juridiques lorsqu'un texte de loi est mis en danger par rapport aux libertés fondamentales.

En 2010, Amnesty International milite au côté de quatre hommes et femmes politiques belges et de la Ligue des droits de l'homme pour que des soins soient apportés au belgo-marocain Oussama Atar détenu dans des geôles irakiennes. L'homme, condamné pour participation à une organisation terroriste, serait atteint du cancer et aurait besoin de soins urgents, non disponibles dans sa prison irakienne. Libéré en 2012, avec l'appui des Affaires étrangères, il rentre en Belgique et disparaît dans la nature. En 2016, il apparaît que l'homme se livre à des activités de terrorisme islamiste et serait un des mentors derrière les attentats de Paris et de Bruxelles. La NVA exprime son incompréhension et le député Alain Destexhe demande alors une enquête sur le rôle joué par Amnesty International ainsi que les députés Zoé Genot, Jamal Ikazban et Ahmed El Khannouss dans cette libération.

## Membres
La Ligue des droits humains, étant une association, comprend une assemblée générale (AG), un conseil d’administration (CA), une équipe permanente, des sections locales et enfin, des commissions. 
1. L’assemblée générale : c’est l’organe suprême qui vote les décisions et décide des orientations de la LDH. Les membres se regroupent une fois par an.
2. Le conseil d’administration : c’est l’organe de décision et de réflexion qui se réunit chaque mois pour voter les décisions, les actions et les positions de l’organisme. La présidente actuelle est Olivia Venet.
3. L’équipe interne : ce sont les travailleurs permanents de la Ligue et s’y retrouvent trois départements centraux : les juristes, les formateurs et la communication. Le directeur actuel de la LDH est Pierre-Arnaud Perrouty. La liste complète des membres peut être consultée sur le site internet :
4. Les sections locales : elles assurent la visibilité de la Ligue auprès du public et coordonnent les actions de la LDH à un niveau local. Il en existe actuellement quatre : à La Louvière, à Liège, à Namur et à Verviers.
5. Les commissions : ce sont des groupes de travail qui prennent en charge des questions particulières en fonction de l’actualité ou quand il est important de s’y pencher plus spécifiquement. Parmi les commissions, il existe celles travaillant sur la question des droits des étrangers, la justice, la jeunesse ou encore les droits économiques, sociaux et culturels. Pour retrouver la liste complète :